# Jean Orizet
Pour les articles homonymes, voir Orizet.
Jean Orizet, né le 5 mars 1937 à Marseille, est un poète et un prosateur français dont l'œuvre s'inscrit dans la lignée des écrivains voyageurs et humanistes.
Cofondateur à Paris de la revue Poésie 1 en 1969 et des éditions du Cherche midi en 1975, Orizet effectue également des missions pour les services culturels du ministère des Affaires étrangères et pour l'Alliance française.
Traduite en plus de vingt langues, son œuvre est couronnée par de nombreux prix. Il est membre de l'académie Mallarmé, de l'association internationale de la critique littéraire et président d'honneur du PEN club français. On lui doit l'invention du concept d'« entretemps » qui sous-tend l'ensemble de ses écrits,,,.

## Biographie
La guerre venue, son père est mobilisé comme sous-lieutenant de cavalerie et sa mère s’installe à Dijon, puis à Mâcon, en 1942. C’est là qu'il fait ses études primaires puis secondaires classiques (latin-grec), au lycée Lamartine, où l’un de ses professeurs de lettres, Maurice Chervet, lui fait lire Gérard de Nerval, lecture qui va profondément le marquer.
À l’âge de douze ans, il découvre sous la houlette d’un père jésuite archéologue, les cités de l’Afrique romaine : Cherchell, Tipaza, Lambèse, Timgad, Hippone. Ce voyage est à l’origine de son goût pour les cités en ruines qui « conservent et stimulent l’orgueil d’anciennes prouesses » (Roger Caillois).

### Voyages
Le voyage initiatique d’Amérique du Nord n’est que le premier d’une longue série. Une bourse d’études lui permet, en 1953, de séjourner un an dans une école américaine de la côte est des États-Unis.[réf. nécessaire] À son retour, en 1954, il rencontre à Mâcon Claude Érignac qui va devenir son ami et le restera jusqu’à son assassinat, à Ajaccio, le 6 février 1998.
À Saint-Andrew’s School, Orizet perfectionne son anglo-américain et commence à apprendre l’espagnol. Il va poursuivre l’étude de ces langues, d’abord au lycée français de Madrid puis à l’école d’interprètes de l’université de Genève.
En 1958, il s’inscrit à l’Institut d'études politiques de Paris, où il passe trois ans. Entre-temps, il voyage en Allemagne et au Danemark. Sous-lieutenant dans l'arme du Train et des équipages et, pendant son service militaire, instructeur dans un groupe de transport en RFA, alors qu'il doit partir, en février 1963, avec son peloton en Algérie, il lui est demandé d'enseigner à des officiers d'active l'anglais pratique à l’École militaire.
Il publie, en 1962, son premier recueil, intitulé Errance, qui regroupe les poèmes de jeunesse écrits entre 14 et 22 ans.

### Retour à la terre
À l'issue de son temps dans l'armée, il devient attaché à la présidence de la société Ricard à Marseille, retour au pays natal entrecoupé d’autres voyages en Yougoslavie, en Grèce, en Italie, en Irlande et aux États-Unis. Il quitte la société Ricard en 1965 et rejoint la propriété du Beaujolais, où sa famille s’est installée dans les années 1960.[réf. nécessaire] Il collabore avec son père, Louis Orizet, à des publications viti-vinicoles et aide à la conduite du vignoble.
En 1966, il publie L’Horloge de vie chez Guy Chambelland, recueil qui lui vaudra, en 1967, le prix Marie-Noël de poésie.

### L’aventure dePoésie 1
Il effectue de fréquents voyages à Paris où il rencontre, en 1967, sur la recommandation de Guy Chambelland, Michel et Jean Breton, deux frères qui viennent d’ouvrir une librairie boulevard Saint-Germain, et projettent la fondation d’une revue appelée Poésie 1, parce qu’elle sera vendue au prix d’un ticket de métro de l’époque, soit 1 franc, la modestie du prix étant compensée par de la publicité. Pour participer au projet, Orizet s’installe à Paris, où il gagne sa vie en collaborant à des publications professionnelles ayant trait à la cuisine et au vin. Il devient membre de l’AFPGT, l'Association française de la presse gastronomique et touristique.[réf. nécessaire]
En 1969, la revue Poésie 1 est lancée avec cinq numéros tirés à 20 000 exemplaires chacun et rencontre un succès salué par toute la presse,,.

### L’éditeur et le voyageur
À dater de ce moment, la vie de Jean Orizet sera consacrée aux livres et à la poésie. Il effectuera aussi de nombreux voyages qui le conduiront dans le monde entier, soit à titre privé, soit dans le cadre de missions pour le compte de l’Alliance française ou de la direction culturelle, scientifique et technique du ministère des Affaires étrangères et, aujourd'hui, de l'Institut français.[réf. nécessaire]
Jean Orizet fonde avec Philippe Héraclès, en 1975, les éditions du Cherche midi, qu’il dirigera jusqu’en 2005, date à laquelle la maison est vendue au groupe Editis.
Dans ces années 1970 apparaît dans sa poésie et dans sa prose l’idée d’« entretemps » qu’il formalisera et explicitera dans L’Histoire de l’entretemps (La Table Ronde, 1985).
En 1981, il est élu à l’académie Mallarmé dont il sera, au fil des années, secrétaire général, puis président. De même, il est membre, secrétaire général puis président, en 1993, du PEN club français. De 1984 à 1994, il assure la chronique de poésie du Figaro Magazine[source secondaire souhaitée] après le décès de Luc Bérimont.
En 2003, il est candidat à l'Académie française au siège de Léopold Sédar Senghor mais il n'est pas élu.

### Jean Orizet et les peintres
Dès l’adolescence, Orizet s’intéresse à la peinture. Il pratique en amateur, le pastel, l’aquarelle et l’huile.[réf. nécessaire]
Comme éditeur et auteur, il publiera sur certains peintres, des monographies, des présentations dans leurs catalogues, en les associant à l’enrichissement de tirés à part, pour des recueils de poètes contemporains, sous forme de gouaches, dessins, encres, gravures ou lithographies.
Orizet traduira notamment sa relation avec la peinture et les peintres dans un livre publié en 2005 à la Table Ronde, L’Entretemps, brèves histoires de l’art.

### Vie privée
En 1967, Jean Orizet rencontre Isabelle Constantin, administrateur à l’Assemblée nationale, avec laquelle il se marie en juin 1968. Ils ont deux filles, Juliette, née en 1969 et Anne, née en 1970.

### Fonctions en 2022
- Éditeur au Cherche midi
- Conférencier pour le compte de l'Institut français
- Membre de l’Association internationale de la critique littéraire, membre des jurys des prix de l’académie Mallarmé, Max Jacob, Alain Bosquet, Omar Khayam, des Journées nationales du livre et du vin[12]
- Membre de la Société des gens de lettres (SGDL)
- Président de Biblionef, association correspondante auprès de l’Unicef et de l'Unesco.
- Président d’honneur du PEN club français
- Président d'honneur de l'académie Mallarmé
- Membre de l’académie Alphonse Allais et de l’Académie européenne de poésie
- Membre de l’association des Amis d’Alain Bosquet
- Président de la fondation Raymond Devos, reconnue d'utilité publique
- Membre du Grand Conseil du Cercle de l'Union interalliée
- Membre de l'association de l'Œuvre du Perpétuel secours, reconnue d'utilité publique
- Membre du Conseil de rédaction de la revue Phœnix
- Président de l'Association des écrivains combattants (A.E.C), reconnue d'utilité publique
- Membre du Comité d'honneur de l'association Les Passagères, pour la sauvegarde et la valorisation du patrimoine culturel, littéraire et artistique francophone représenté par les revues

## Prix et distinctions

### Prix
Jean Orizet a reçu, depuis 1966, les prix Marie-Noël, Charles-Vildrac de la Société des gens de lettres (SGDL), Max-Jacob, Guillaume-Apollinaire.
En 1991, le grand prix de poésie de l'Académie française récompense l’ensemble de son œuvre. En 1993, il reçoit le grand prix des poètes de la Sacem et, en 2009, le Grand prix de poésie de la SGDL pour l’ensemble de son œuvre.
En 2015, il reçoit le prix Méditerranée Níkos Gátsos de poésie pour l'ensemble de son œuvre,,.

### Décorations
- Commandeur de la Légion d'honneur Il est fait chevalier le 14 avril 1995[16], promu officier le 9 avril 2004[17], et commandeur le 12 juillet 2013[18].
- Officier de l'ordre national du Mérite Il est promu directement officier le 14 novembre 2000[19] pour récompenser ses 38 ans d'activités professionnelles, littéraires et de services militaires.
- Chevalier du Mérite agricole
- Commandeur de l'ordre des Arts et des Lettres Il est fait commandeur le 24 novembre 1994[20].
  - officier en 1987[21]
- Médaille de vermeil de la Ville de Paris
- Siècle d'or du ministère de la culture bulgare

## Commentaires
Dans son Histoire de la poésie française (Albin Michel, 1988), Robert Sabatier écrit : 

« Chez Orizet, le sentiment du mystère se mêle à un sentiment panique de l’univers dont il inventorie les merveilles à travers la nature comme parmi les créations de l’homme, car s’unissent songe et réalité, monde de genèse et monde industriel, époques diverses, mots anciens et modernes, s’opèrent des métamorphoses comme si la vie et ses amples mouvements se déroulaient sous nos yeux. »

Dans le Dictionnaire universel des littératures (PUF, 1994), Marie-Claire Bancquart et Vénus Khoury-Ghata notent,,,,,,,,,,,, : 

« La poésie de ce grand voyageur traduit depuis 1960 une errance sensuelle et pessimiste à la fois, qui s’est longtemps préservée sous le masque d’un certain dandysme. Orizet accepte franchement de prendre l’espace comme la figure d’un destin regardé avec lucidité, mais rêvé avec amour, dans une inquiétude dont le frémissement n’est jamais grandiloquence. »

## Œuvres

### Poésie et prose
- Errance, éd. la Grisière (1962)
- L’Horloge de vie, Librairie Saint-Germain-des-Prés (1966)
- Miroir oblique, Librairie Saint-Germain-des-Prés (1969)
- Silencieuse entrave au temps, Librairie Saint-Germain-des-Prés (1972)
- Dupont le poète, conte moral, dessins de Christian de Calvairac, Éd. Saint-Germain-des-Prés (1972)
- En soi le chaos : poésie 1960-1974, Éd. Saint-Germain-des-Prés (1975)
- Poèmes cueillis dans la prairie, Éd. Saint-Germain-des-Prés (1978)
- Niveaux de survie, Éditions Belfond (1978)
- Le Voyageur absent, Grasset (1982)
- Dits d’un monde en miettes, Éd. Saint-Germain-des-Prés (1982)
- Schneider, Éd. La Différence, (1984)
- Histoire de l'entretemps, La Table ronde (1985)
- La Peau du monde, Éditions Belfond (1987)
- Poèmes, 1974-1989, Le Cherche midi (1990)
- L’Épaule du cavalier, Le Cherche midi (1991)
- Le Miroir de Méduse, Le Cherche midi (1994)
- Hommes continuels, Éditions Belfond (1994)
- La Poussière d’Adam, Le Cherche midi (1997)
- La Vie autrement, Le Cherche midi (1998)
- Les Aventures du regard, Jean-Pierre Huguet (1999)
- Entretiens avec Claude Mourthé, À voix nue, France Culture, Jean-Pierre Huguet (2000)
- Réédition Errance, la Grisière Mélis (2001)
- L’Homme fragile, Le Castor astral (2002)
- Lettre à Claude Érignac, l’ami assassiné, Le Cherche midi (2003, 2008)
- La Peau bleue des rêves, Le Cherche midi (2003)
- Jean-Marc Brunet, monographie, Fragments éditions (2003)
- Le Voyageur de l’entretemps, Mélis (2004)
- L’Entretemps, brèves histoires de l’art, La Table ronde (2005)
- La Cendre et l’étoile – poèmes 1978-2004, Le Cherche midi (2005)
- L’Attrapeur de rêves, Mélis (2006)[35]
- Le Regard et l’Énigme. Œuvre poétique 1958-2008, Le Cherche midi (2008)[36]
- Cuisine-moi des étoiles, entretiens avec Antoine Westermann, Le Cherche midi (2009)
- Kâma Sutra, textes sur des œuvres de Michel Four, Fragments international (2009)
- En collaboration, Yves Piaget, orfèvre du temps, dialogues avec Jean Orizet, Le Cherche midi (2010)
- Les Forêts de l'impossible, œuvre en prose 1, Le Cherche midi (2011)[37],[38],[39]
- Mémoires d'entretemps, œuvre en prose 2, Le Cherche midi (2012)[40]

#### En revues
- L'Entaille du temps, illustrations de Jean-Marc Brunet, revue Chiendents, no 71 avril 2015[41]

### Anthologies (comme éditeur et/ou auteur)
- Pierre Dac, Les Pensées, Le Cherche midi (1972)
- Cent poètes pour jeunes d’aujourd’hui, Le Cherche midi (1980)
- L’Humour des poètes, Le Cherche midi (1981)
- Les Cent Plus Beaux Textes sur le vin, avec Louis Orizet, Le Cherche midi (1981)
- Les Plus Beaux Poèmes pour les enfants, Le Cherche midi (1981), France Loisirs (1998), Le Grand Livre du Mois, Le Livre de poche (2004, 2007)
- Les Cent Plus Beaux Poèmes de la langue française, France-Loisirs (1985), Le Cherche midi (1994), Le Livre de poche (2002, 2008)
- Anthologie de la poésie française, Éditions Larousse (1988, 1995, 1998, 2007)
- Jules Renard, Les Pensées, Le Cherche midi (1990)
- Bibliothèque de poésie en 16 volumes, France-Loisirs (1992)
- Une anthologie de la poésie amoureuse de France, XIIe-XXe siècles, Bartillat (1997, 2007)
- Les Plus Beaux Poèmes d’amour de la langue française, France-Loisirs (1995), Le Cherche midi (1995), Le Livre de poche (2006, 2008)
- Les Poètes et le rire, Le Cherche midi (1999)
- Le Livre d’or de la poésie française, France-Loisirs (1999)
- Les Plus Beaux Sonnets de la langue française, Le Cherche midi (1999), France-Loisirs (2000)
- Alphonse Allais, Les Pensées, Le Cherche midi (2000)
- Rivarol, Les Pensées, Le Cherche midi (2001)
- Les Plus Beaux Poèmes de Victor Hugo, Le Cherche midi (2002)
- Les Plus Belles Pages de la poésie tendre et sentimentale, Le Cherche midi (2003)
- La Poésie française contemporaine, Le Cherche midi (2004)
- Le Petit Livre des pensées les plus drôles, Le Cherche midi (2004)
- Le Petit Livre des répliques les plus drôles, Le Cherche midi (2004)
- La Bibliothèque de Poésie en 4 volumes, France-Loisirs, 2004
- Le Petit Livre des pensées amoureuses, Le Cherche midi (2005)
- Les Plus Beaux Poèmes d’amour du Moyen Âge à nos jours, Le Cherche midi (2006), Le Livre de poche (2007)
- Poésie de langue française, Anthologie thématique, Le Cherche midi (2013)
- Un jour, un poème, 365 chefs-d'œuvre de la poésie française, présentés par Jean Orizet. Omnibus (2014)
- La Sagesse du monde en 100 poèmes, First Éditions (2015)
- Les Plus Beaux Poèmes, Anthologie du Moyen Âge à nos jours, Gründ (2015)
- 100 Poèmes du monde pour les enfants, Le Cherche midi (2016)

### Radio
- France Culture, émission ça rime à quoi, réalisée par Sophie Nauleau le 7 juin 2009 - Jean Orizet pour Le Regard et l’Énigme. Œuvre poétique 1958-2008
- France-Culture, émission À voix nue - Entretiens avec Claude Mourthé, du 4 au 8 octobre 1993

### Sources
- Who's Who In France
- Printemps des poètes, 50 ans de poésie de Jean Orizet
- Numéro spécial de la revue La Bartavelle, no 7, octobre 1997 — Un héritier de Borges, par Pierre Perrin
- Poésie première no 28, mars/juin 2004 - Entretien avec Rodica Draghincescu, Jean Orizet - Le Voyage d'un voyage
- lemague.net - « Jean Orizet, monument de la culture poétique ! » par Fred Vignale, le 11 août 2004
- RAL, M - Revue d’art et de littérature, musique - « Jean Orizet - Le duende » par Patrick Cintas, le 18 avril 2006
- Poésie première no 45, novembre 2009/février 2010 - Étude sur Jean Orizet : « Le poète et ses miroirs » par Emmanuel Hiriart